# Медфилд (Масачусетс)
Медфилд (енгл. Medfield) насељено је место без административног статуса у америчкој савезној држави Масачусетс.

## Демографија
По попису из 2010. године број становника је 6.483, што је 187 (-2,8%) становника мање него 2000. године.
| Група             | 2000.         | 2010.         |
| Белци             | 6.373 (95,5%) | 6.039 (93,2%) |
| Афроамериканци    | 35 (0,5%)     | 59 (0,9%)     |
| Азијати           | 148 (2,2%)    | 206 (3,2%)    |
| Хиспаноамериканци | 57 (0,9%)     | 100 (1,5%)    |
| Укупно            | 6.670         | 6.483         |